# Lalawélé Atakora
Lalawélé Atakora (9 de novembro de 1990) é um futebolista profissional togolês que atua como atacante.

## Carreira
Lalawélé Atakora representou o elenco da Seleção Togolesa de Futebol no Campeonato Africano das Nações de 2017.